# Himalayapotamon atkinsonianum
Himalayapotamon atkinsonianum is een krabbensoort uit de familie van de Potamidae. De wetenschappelijke naam van de soort is, als Telphusa atkinsonianum, voor het eerst geldig gepubliceerd in 1871 door James Wood-Mason.